# Huszár Péter

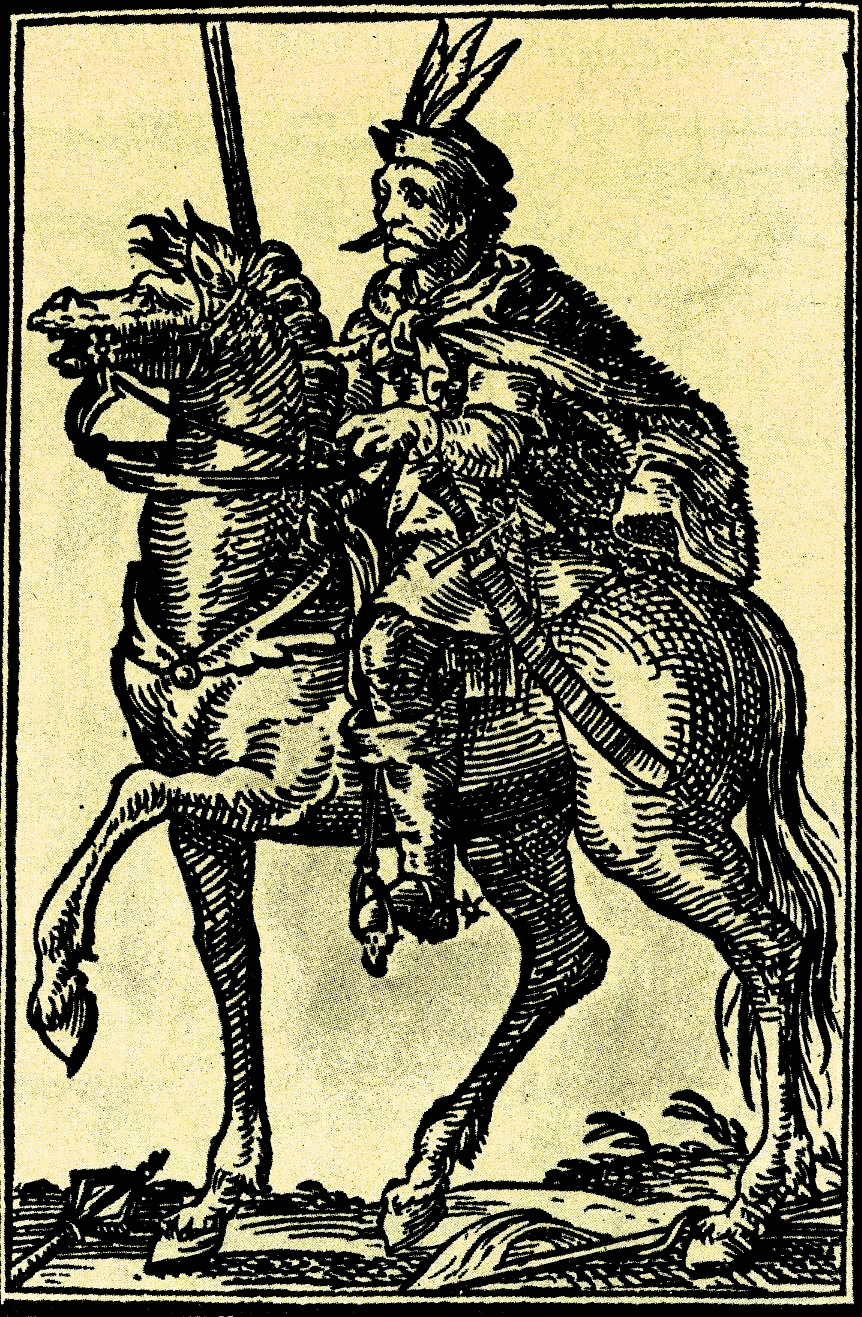
Brenhidai Huszár Péter

Brenhidai vagy Berenhidai Huszár Péter (? – ?1603.) 16. századi végvári vitéz és huszártiszt.

## Élete
Fiatalon kezdte a végvári vitézkedést, és hamarosan hírnevet szerzett magának. Veszprémben szolgált, majd 1576-tól a pápai vár kapitánya lett Majthényi László főkapitány alatt. Gyakran hívott ki bajvívásra török vitézeket, elutasító válasz esetén pedig sértegető levelekkel próbálta kiprovokálni a megmérettetést. 1582-ben egy hasonló lépése után Bécsbe hívatták, és tettéért – korábban példa nélkül álló módon – rövid időre tömlöcbe került. 1593-ban pápai főkapitánnyá nevezték ki.
1594-ben Báthory Zsigmond erdélyi fejedelem szolgálatába szegődött, aki udvari bejáróvá (aulae familiaris) nevezte ki.
Később a fejedelem lemondásával az erdélyi zavaros állapotok Huszár Pétert is magukkal ragadták. Fia: István, Zsigmonddal együtt távozott az országból. Ő maga továbbra is Erdélyben maradt, és az új fejedelmet, Báthory Andrást szolgálta.
Az 1601-ben a kolozsvári országgyűlésen a lemondott és elűzött Báthory Zsigmond visszahívása ellen szavazott. Ezért a fejedelemhez hű országgyűlés Déva várába záratta. Onnan Básta György császári hadvezér kiszabadította és Lugos parancsnokának nevezte ki.

## Halála
Lugos várát a törökverő, berenhidai Huszár Péter védte. 1603-ban a császáriak ellen felkelő Székely Mózes seregével elfoglalta Lugost. A vele szövetséges tatárok vezérének, Bektas pasának kiadta az elfogott Huszár Pétert. A tatárok a vezéri sátor előtt rituális szertartás szerint megölték, és a hagyomány szerint ittak a véréből, fejbőrét lenyúzták és pelyvával kitömték.

## Emlékezete
Saját korában mind a Habsburg udvar, mind a törökök elismerték és tisztelték vitézségét.
Életét, mint sok más kortársáét Takáts Sándor kutatta és foglalta össze.